# Sevasti Xanthou
Sevasti Xanthou (grško: Sevasti Kroustala-Xanthou) ), žena Emmanuila Xanthosa, člana in enega od ustanoviteljev Filiki Eteria ("Društva prijateljev"), grške zarotniške organizacije proti Osmanskemu cesarstvu, 

## Življenjepis
Sevasti Xanthou je živela v Arnavutköyu v Carigradu, skupaj z materjo Marioro in sestrama Evfrosino in Eleni. V starosti 17 let (1815), le leto po ustanovitvi Filiki Eteria, se je Sevasti poročila z enim od njegovih ustanoviteljev Emmanuilom Xanthosom. Imela sta tri otroke; Nikolaja, Perikla in Aspazijo. Ko je leta 1821 izbruhnila grška revolucija, se je z materjo in sestrama zaradi varnosti preselila iz Carigrada v Izmail. Leta 1822 je Sevasti začutila, da jim je okolje sovražno, in na njeno pobudo so zapustili Izmail in se preselili v Kišinjev. Emmanuil Xanthos je bil dolgo časa odsoten, prvič zaradi odgovornosti za organiziranje grške revolucije in drugič zaradi zapora, ki ga je prestajal v samostanu Margineni. Med njegovo odsotnostjo so ljudje, ki jim je zaupal, skrbeli za njegovo družino, tako njegov svak Michail Michaloglou (mož Evfrozine) in Michail Fokianos, ki je prevzel skrb za družinske finance.
Sevasti Xanthou je dolga leta morala pristajati na odsotnost svojega moža, vendar se je kljub temu držala glavo pokonci in vzgajala otroke, hkrati pa je prišla v stik z več borci, člani Filiki Eteria in uglednimi osebnostmi tistega časa, ki so prosili za pomoč ali informacije o njenem soprogu.